# 988
988 (CMLXXXVIII) var ett skottår som började en söndag i den julianska kalendern.

## Händelser

### Okänt datum
- Erik Segersälls son Olof blir hyllad som svensk arvkonung.
- Skara får stadsprivilegium.
- Rysk-ortodoxa kyrkan grundas.
- Väringagardet grundas i bysantinska riket, 149 år sedan de första väringarna anlitades.

## Födda
- Edmund Järnsida, kung av England 23 april–30 november 1016 (född omkring detta år eller 993)
- Emma av Normandie, drottning av England 1002–1013 och 1014–1016 (gift med Ethelred den villrådige) och 1017–1035, av Danmark 1018–1035 samt av Norge 1028–1035 (gift med Knut den store) (född omkring detta år)
- Fujiwara no Shōshi, japansk kejsarinna

## Avlidna
- 19 maj – Dunstan, ärkebiskop av Canterbury 961–980 och helgon